# Aguilar de Ebro
Aguilar de Ebro är en ort i Spanien.   Den ligger i provinsen Provincia de Zaragoza och regionen Aragonien, i den nordöstra delen av landet, 290 km öster om huvudstaden Madrid. Aguilar de Ebro ligger 170 meter över havet och antalet invånare är 378.
Terrängen runt Aguilar de Ebro är huvudsakligen platt, men åt nordväst är den kuperad. Runt Aguilar de Ebro är det glesbefolkat, med 18 invånare per kvadratkilometer. Närmaste större samhälle är Pina de Ebro, 4,6 km sydost om Aguilar de Ebro. Trakten runt Aguilar de Ebro består till största delen av jordbruksmark.